# Forró László (író)
Forró László (írói álneve Györgyjakab János; Sepsiszentgyörgy, 1932. február 18. – Sepsiszentgyörgy, 2001. augusztus 11.) író, újságíró, műfordító.

## Életútja
Szülővárosában végezte a középiskolát, majd a Bolyai Tudományegyetem magyar szakos hallgatója. 1955-től 1962-ig a Pionír szerkesztőségében irodalmi rovatvezető. 1967-től 1977-ig a Jóbarát szerkesztője. Bukarestben élt. 1993-tól a Sepsiszentgyörgyön kiadott Cimbora folyóirat főszerkesztője nyugdíjazásáig. Első írásai az Utunkban jelentek meg 1953-ban, azóta az irodalmi folyóiratokban cikkekkel, interjúkkal, kritikákkal, képzőművészeti beszámolókkal szerepelt.

## Munkássága
Ifjúsági regénye, A nadrágtartó király veresége (1963; 2. kiadás 1967, ill. Szász Dórián) pedagógiai célzatú történet, gyermekhősökkel. Guruzsma c. novelláskötete (1968) lírai-expresszív kifejezésmóddal gyermekkori háborús élményeit és a 20. századi nagyvárosi ember nosztalgikus elvágyódását villantja fel tömören megkomponált elbeszéléseiben.
Kortárs román prózaírók műveit fordította. Románból fordította többek között Nicolae Velea Napkereső c. novelláskötetét (1965), Titus Popovici Ipu két halála c. kisregényét (Deák Ferenc rajzaival, 1972) és Simion Pop Hófehér menet c. riportkötetét (Vajda Bélával, 1974).
Később érdeklődése a televízió felé fordult, figyelmet keltve Az elhagyott szemüveg c. ifjúsági filmjével (1979), Benedek Elek-műsorával (1979) és Porka havak esedeznek... c. folklorisztikus téli játékával (1980), s Kőrösi Csoma Sándor c. irodalmi forgatókönyvével (1992).

## Könyvei
- A nadrágtartó-király veresége; Ifjúság, Bukarest, 1963
- A nadrágtartó-király; Ifjúság, Bukarest, 1967
- Guruzsma. Novellák; Ifjúság, Bukarest, 1968